# 罗德岛州议会大厦
罗德岛州议会大厦（Rhode Island State House）位于美国罗德岛州首府普罗维登斯的市中心与史密斯山交界处，新古典主义建筑，罗德岛州议会、州长办公室所在地。
该建筑兴建于1895年至1904年，使用了327,000立方英尺（9,300立方）白色大理石，1970年列入国家史迹名录。
该建筑的穹顶名列世界第四位，仅次于圣伯多禄大殿、明尼苏达州议会大厦和泰姬陵。 

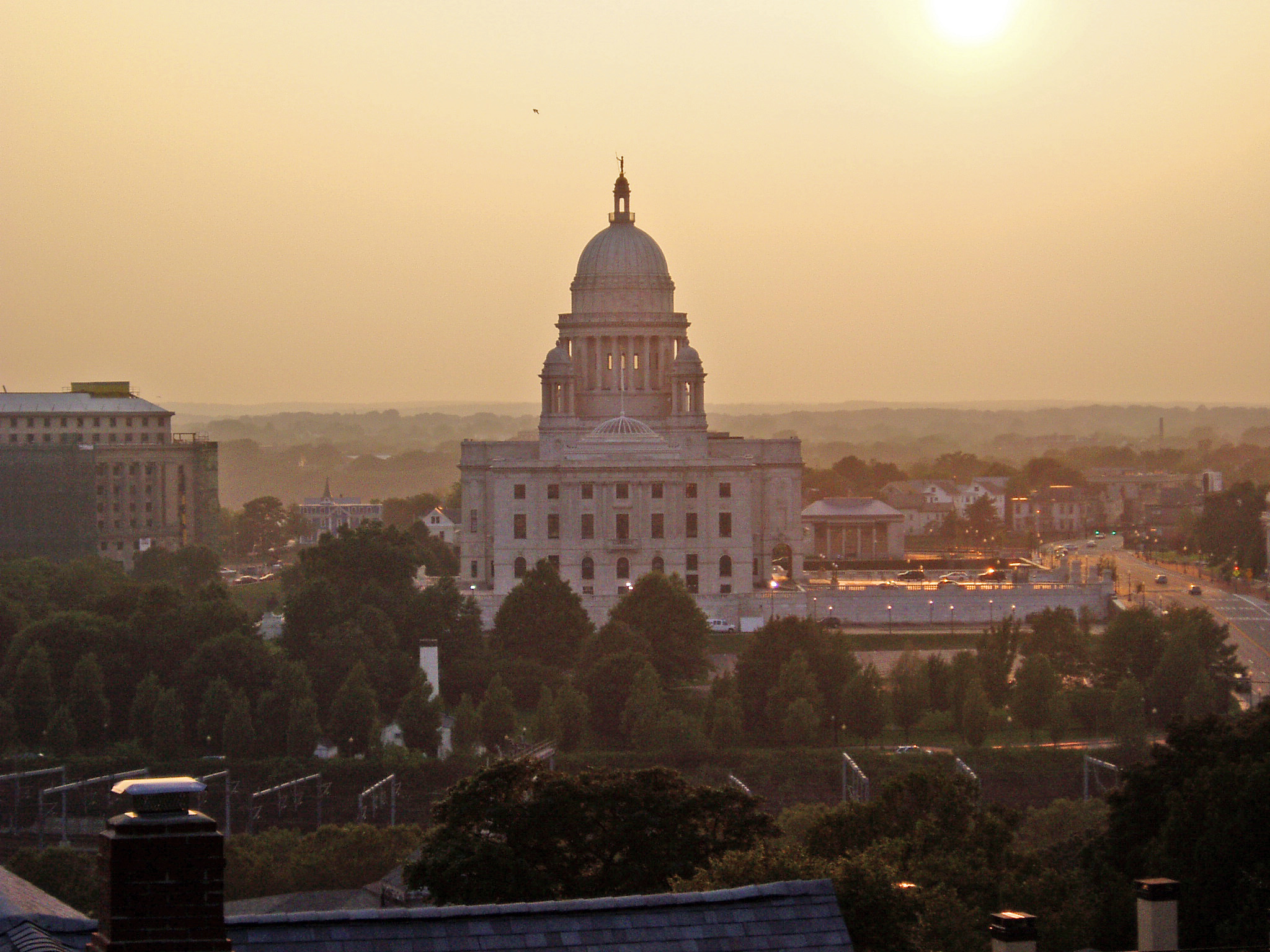
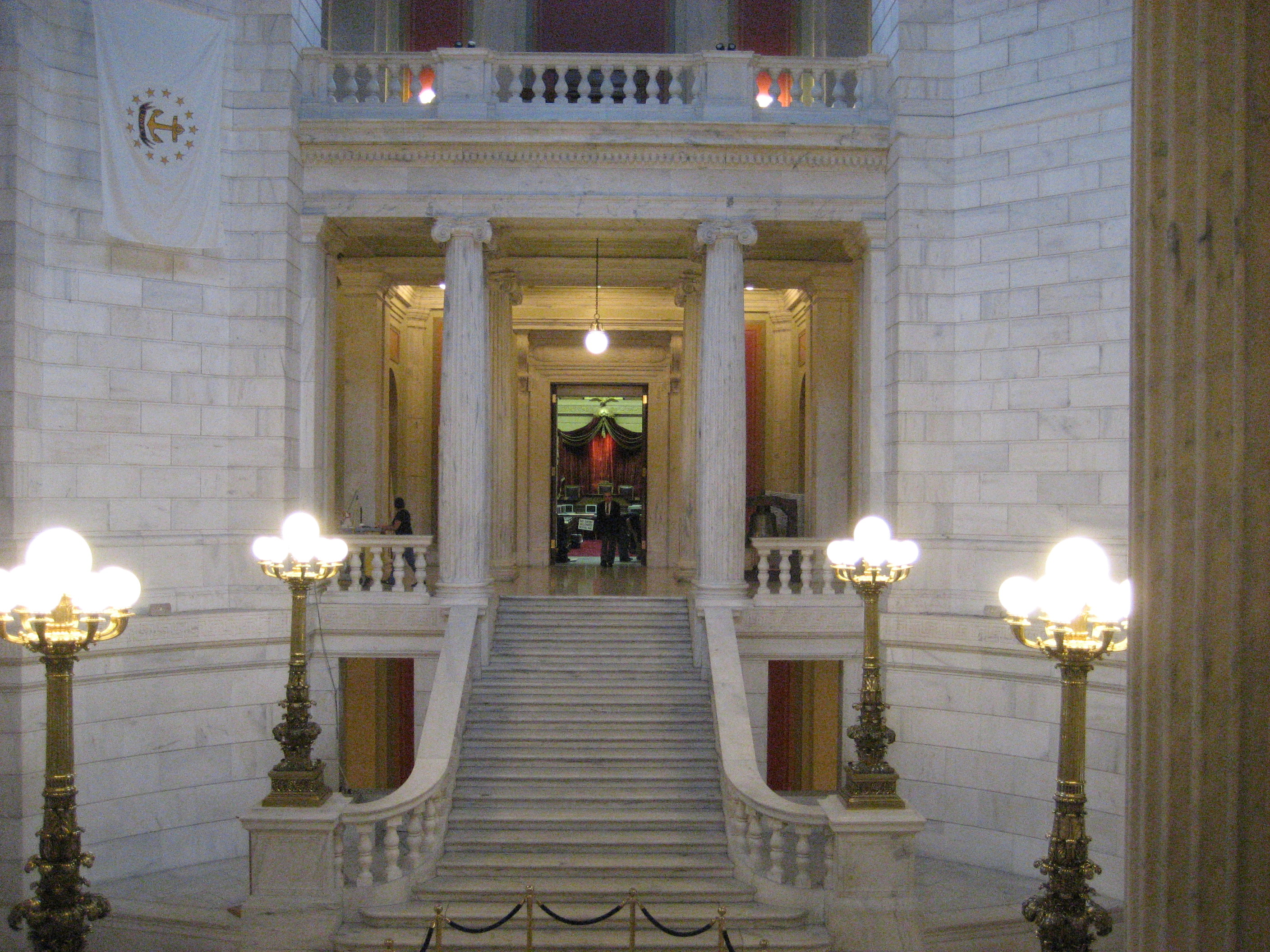
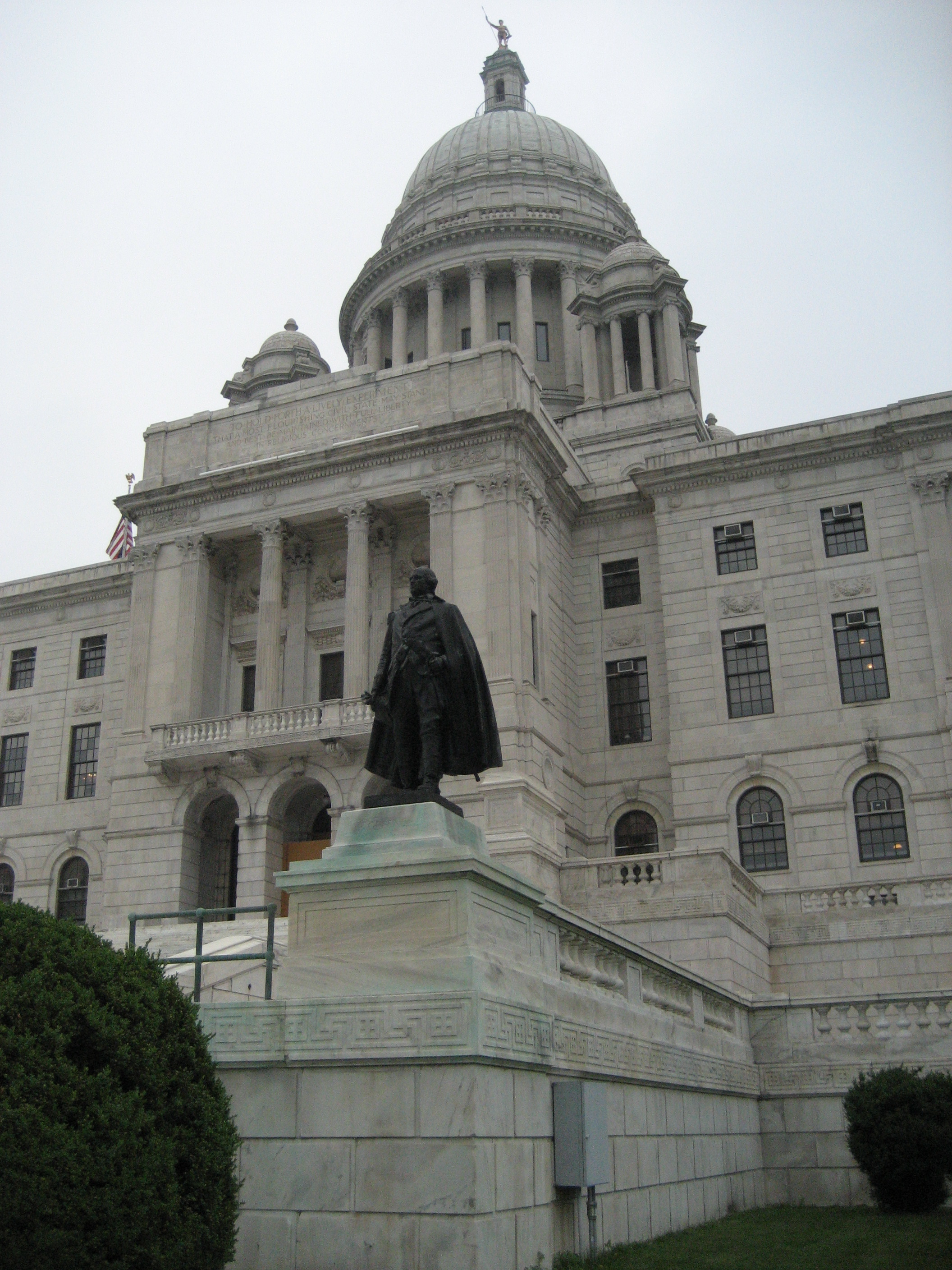
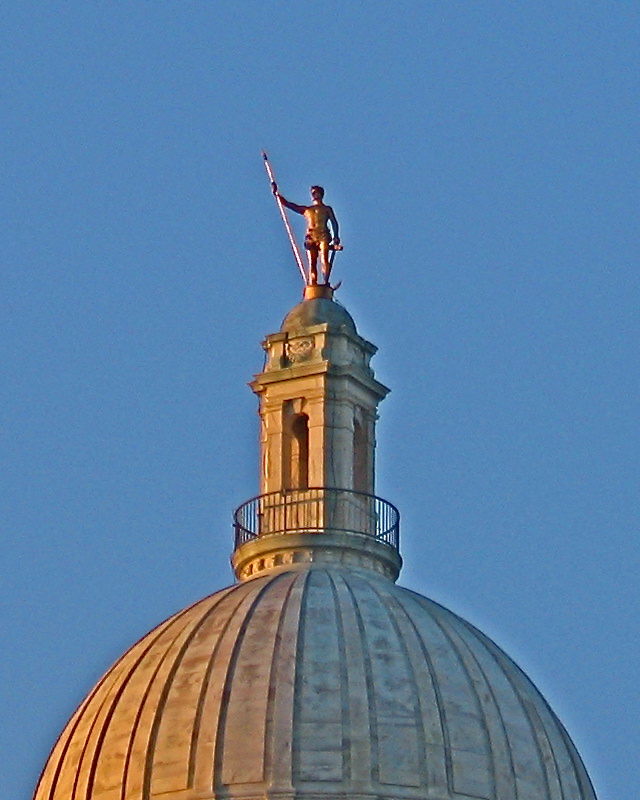
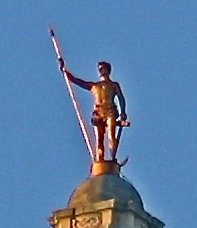
"Independent Man"